# Basilica di Santa Maria in Montesanto
Santa Maria in Montesanto, nota anche come Chiesa degli artisti, è una chiesa di Roma situata nel rione Campo Marzio, in piazza del Popolo, tra via del Corso e via del Babuino. La chiesa è popolarmente ritenuta "gemella" dell'attigua chiesa di Santa Maria dei Miracoli, benché rispetto a quest'ultima presenti di fatto varie differenze, specie nella struttura planimetrica.

## Storia
Il nome della chiesa deriva dal fatto che essa sostituì una piccola chiesa che apparteneva ai frati Carmelitani della provincia di Monte Santo in Sicilia. L'inizio dell'edificazione fu nel 1662 per iniziativa di papa Alessandro VII. A seguito della morte del papa nel 1667, i lavori di costruzione vennero interrotti per poi riprendere, finanziati dal cardinal Girolamo Gastaldi ivi sepolto, nel 1673 sotto la direzione di Carlo Fontana e la supervisione di Bernini, fino al completamento di tutta la decorazione interna nel 1679.

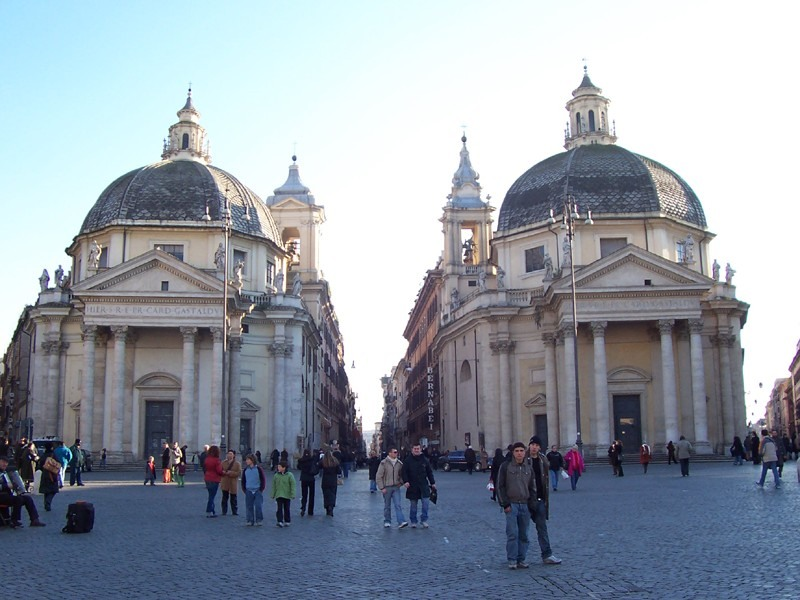
A sinistra, la basilica di Santa Maria in Montesanto. A destra, la chiesa di Santa Maria dei Miracoli

Il campanile di Francesco Navone è stato terminato nel 1761. La chiesa si presenta all'interno a pianta ellittica, mentre la sua cosiddetta "gemella" Santa Maria dei Miracoli è a pianta circolare; sei sono le cappelle laterali, contro le quattro della sua "gemella". Nell'altare maggiore spicca la Vergine di Montesanto una tavola del XVI secolo che si è scoperta, grazie ad un recente restauro reso possibile da Lucia Mirisola, moglie del regista Luigi Magni, essere di Plautilla Bricci. La terza cappella a destra (1679) venne costruita da Carlo Francesco Bizzaccheri ed è decorata con pala e affreschi di Niccolò Berrettoni e putti marmorei di Pietro Paolo Naldini. Il vano attiguo alla sagrestia (1691-92) fu interamente affrescato dal Baciccia. Nel luglio del 1825 papa Leone XII la elevò alla dignità di basilica minore.
Dal 1953 la chiesa è diventata sede della "Messa degli artisti", una singolare iniziativa ideata nel 1941 da Ennio Francia; dopo aver cambiato diversi luoghi per il culto, la manifestazione liturgica trovò sede nella chiesa di piazza del Popolo dove tutte le domeniche, da oltre sessant'anni, viene celebrata questa celebrazione eucaristica cui prendono parte rappresentanti del mondo della cultura e dell'arte; è in questa chiesa inoltre che vengono spesso celebrate le esequie di persone legate al mondo della cultura e della televisione. Per queste ragioni è anche conosciuta come "Chiesa degli artisti". Nella seconda cappella a destra è collocata la pala della Cena di Emmaus (1982) dipinta da Riccardo Tommasi Ferroni.
Sotto le due chiese gemelle si trovano i resti di due monumenti funerari a piramide, molto simili per forma e dimensioni alla Piramide di Caio Cestio ed alla demolita Piramide Vaticana: anche questi due sepolcri dovevano risalire all'età augustea ed erano posti a mo' di ingresso monumentale al Campo Marzio, proprio la funzione che hanno oggi le due chiese. In questa chiesa, il 10 agosto 1904, fu ordinato presbitero Angelo Roncalli, il futuro papa Giovanni XXIII, evento ricordato da una lapide apposta durante il suo pontificato.
Dal 23 settembre 2023 è sede del titolo cardinalizio omonimo.

## Funerali alla Chiesa degli artisti
La Chiesa degli artisti è stato anche il luogo dei funerali di grandi personalità della televisione e dello spettacolo:
- Luciano Salce - 19 dicembre 1989
- Ugo Tognazzi - 30 ottobre 1990
- Renato Rascel - 5 gennaio 1991
- Alberto Lionello - 16 luglio 1994
- Sylva Koscina - 28 dicembre 1994
- Pupella Maggio - 10 dicembre 1999
- Mauro Bolognini - 16 maggio 2001
- Renato Carosone - 22 maggio 2001

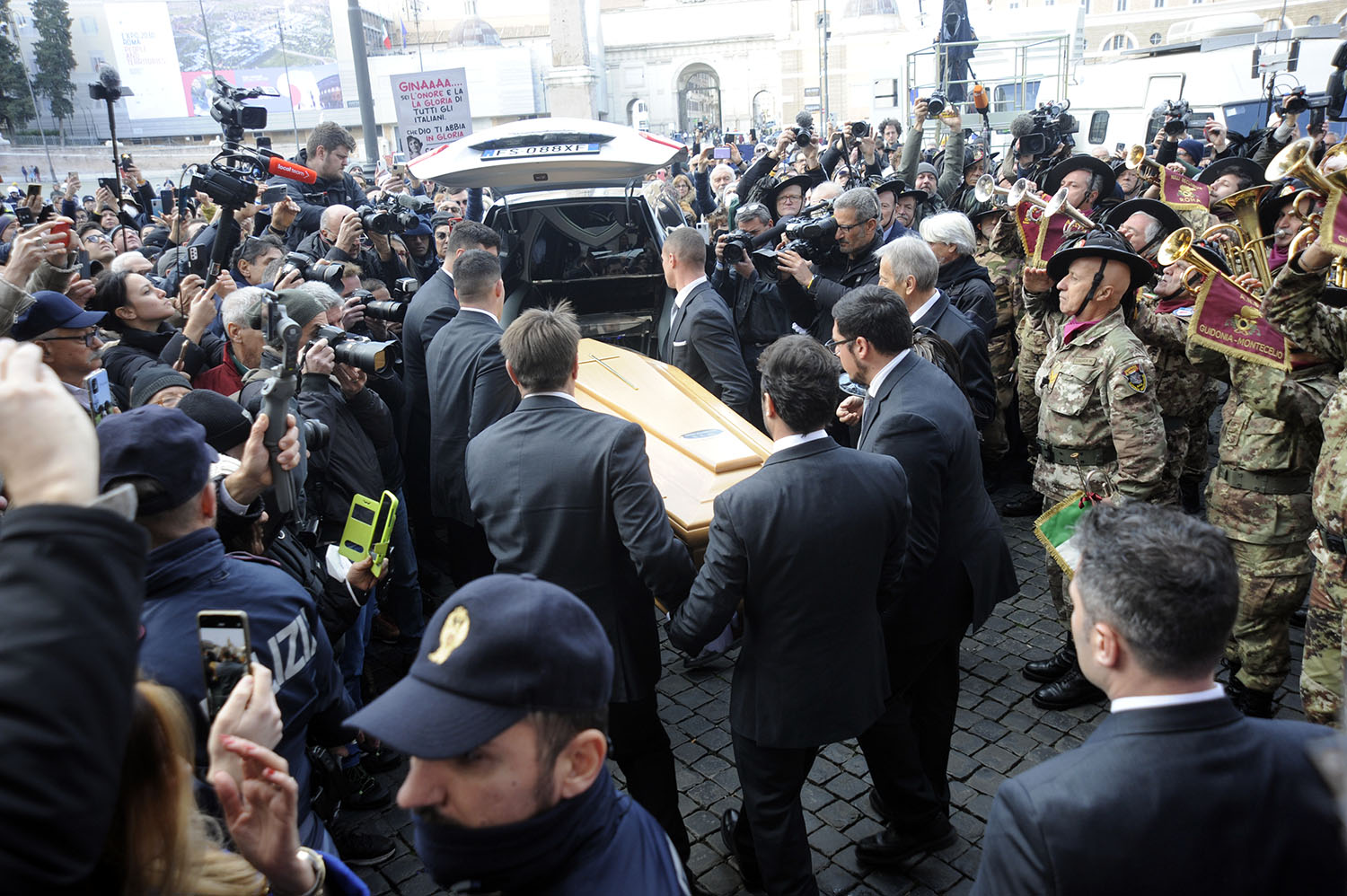
Il funerale di Gina Lollobrigida nel gennaio 2023

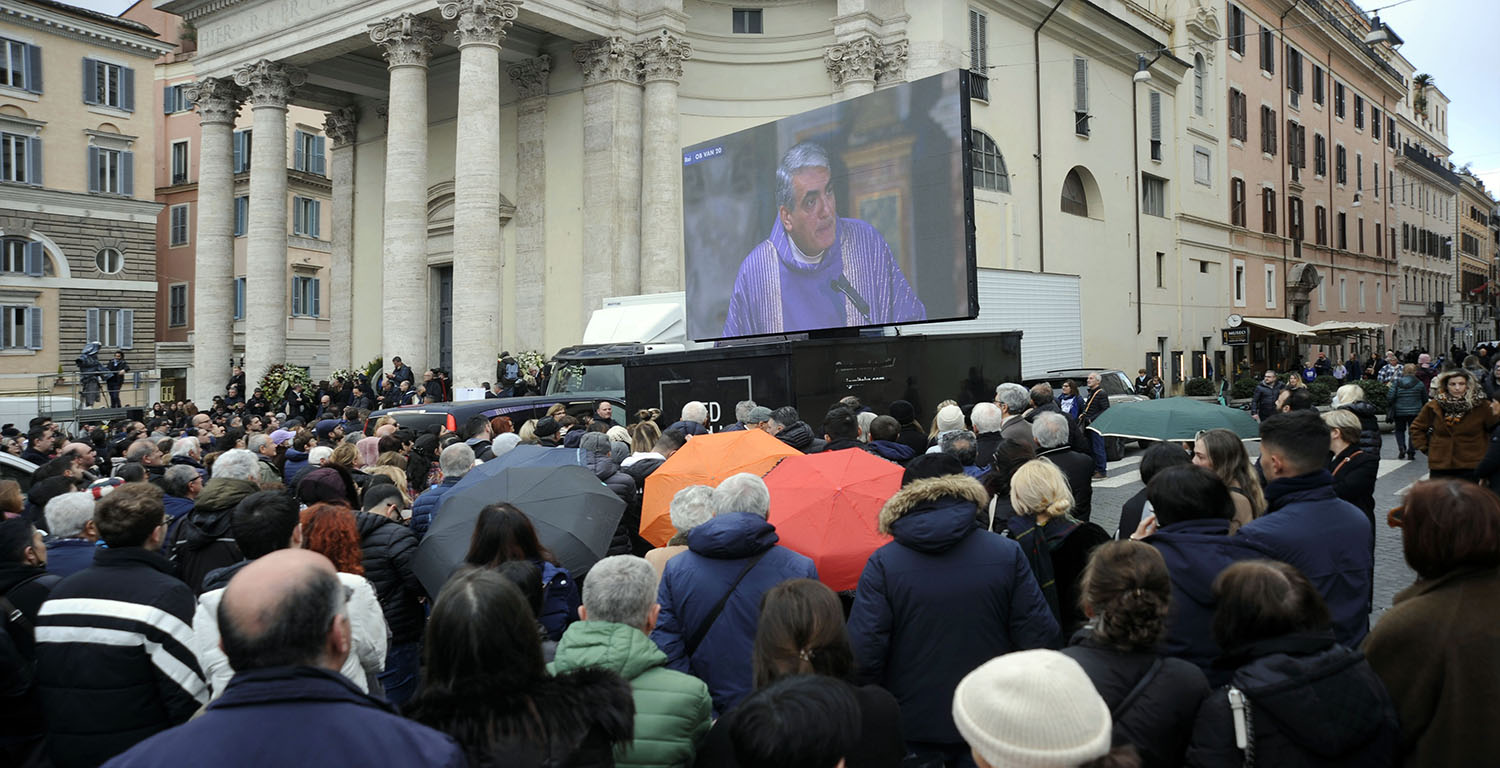
Il funerale di Maurizio Costanzo nel febbraio 2023

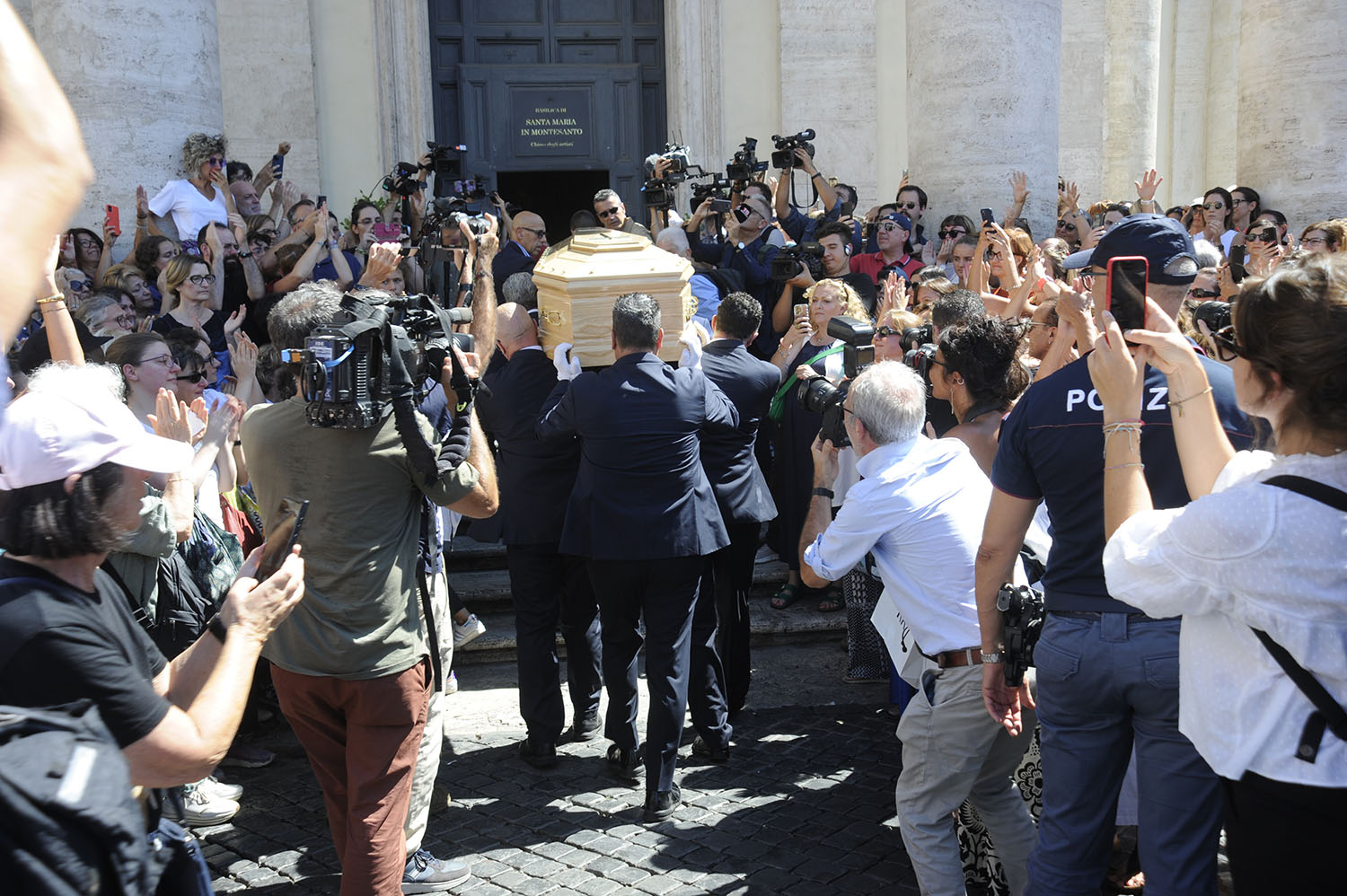
Il funerale di Michela Murgia nell'agosto 2023

- Ferruccio Amendola - 6 settembre 2001
- Umberto Bindi - 27 maggio 2002
- Raf Vallone - 2 novembre 2002
- Massimo Girotti - 8 gennaio 2003
- Sandro Ciotti - 19 luglio 2003
- Dino Verde - 3 febbraio 2004
- Nino Manfredi - 7 giugno 2004
- Alberto Castagna - 2 marzo 2005
- Alberto Lattuada - 5 luglio 2005
- Agenore Incrocci (Age) - 18 novembre 2005
- Giuseppe Patroni Griffi - 17 dicembre 2005
- Jenny Tamburi - 3 marzo 2006
- Tony Scott - 31 marzo 2007
- Gigi Sabani - 6 settembre 2007
- Enrico Job - 7 marzo 2008
- Oreste Rizzini - 20 marzo 2008
- Claudio Undari - 14 maggio 2008
- Marisa Merlini - 30 luglio 2008
- Furio Scarpelli - 30 aprile 2010
- Carla Del Poggio - 15 ottobre 2010
- Danilo De Girolamo - 12 maggio 2012
- Laura Latini - 21 agosto 2012
- Mariangela Melato - 12 gennaio 2013
- Franco Califano - 2 aprile 2013
- Rossella Falk - 7 maggio 2013
- Alberto Bevilacqua - 14 settembre 2013
- Luigi Magni - 29 ottobre 2013
- Riz Ortolani - 25 gennaio 2014
- Silvio Oddi - 11 luglio 2014
- Sergio Fiorentini - 12 dicembre 2014
- Nando Gazzolo - 19 novembre 2015
- Bud Spencer - 30 giugno 2016
- Sergio Galiano - 1⁰ dicembre 2016
- Giorgio Capitani - 27 marzo 2017
- Memè Perlini - 8 aprile 2017
- Anna Maria Gambineri - 3 giugno 2017
- Carla Fendi - 22 giugno 2017
- Lucia Mirisola - 26 dicembre 2017
- Fabrizio Frizzi - 28 marzo 2018
- Luigi De Filippo - 2 aprile 2018
- Isabella Biagini - 17 aprile 2018
- Marco Garofalo - 20 aprile 2018
- Benito Artesi - 26 giugno 2018
- Stelvio Cipriani - 3 ottobre 2018
- Giuliana Calandra - 27 novembre 2018
- Massimo Marino - 23 aprile 2019
- Valeria Valeri - 12 giugno 2019
- Ugo Gregoretti - 6 luglio 2019
- Ilaria Occhini - 23 luglio 2019
- George Hilton - 30 luglio 2019
- Carlo Delle Piane - 26 agosto 2019
- Roberta Fiorentini - 25 ottobre 2019
- Fred Bongusto - 11 novembre 2019
- Roberto Gervaso - 4 giugno 2020
- Gigi Proietti - 5 novembre 2020
- Stefano D'Orazio - 9 novembre 2020
- Claudio Coccoluto - 3 marzo 2021
- Gianni Nazzaro - 30 luglio 2021
- Gianfranco D'Angelo - 17 agosto 2021
- Toni Santagata - 7 dicembre 2021
- Lina Wertmüller - 11 dicembre 2021
- Monica Vitti - 5 febbraio 2022
- Enzo Garinei - 27 agosto 2022
- Gianni Bisiach - 23 novembre 2022
- Renato Balestra - 29 novembre 2022
- Carlo Riccardi - 15 dicembre 2022
- Lando Buzzanca - 21 dicembre 2022
- Gina Lollobrigida - 20 gennaio 2023
- Dario Penne - 16 febbraio 2023
- Maurizio Costanzo - 27 febbraio 2023
- Maria Giovanna Maglie - 25 maggio 2023
- Andrea Purgatori - 28 luglio 2023
- Michele Kalamera - 28 luglio 2023
- Michela Murgia - 12 agosto 2023
- Armando Sommajuolo - 29 settembre 2023
- Sebastiano Lo Monaco - 20 dicembre 2023
- Sandra Milo - 31 gennaio 2024
- Ira von Fürstenberg - 23 febbraio 2024
- Luis Molteni - 2 marzo 2024
- Paola Gassman - 12 aprile 2024
- Franco Di Mare - 20 maggio 2024
- Philippe Leroy - 5 giugno 2024
- Giulio Fioravanti - 25 luglio 2024
- Luca Giurato - 13 settembre 2024
- Beppe Menegatti - 19 settembre 2024
- Giuditta Saltarini - 18 dicembre 2024
- Eleonora Giorgi - 5 marzo 2025
- Pietro Genuardi - 18 marzo 2025
- Antonello Fassari - 8 aprile 2025
- Nino Benvenuti - 22 maggio 2025
- Patrizia Brandimarte - 26 maggio 2025[2]
- Adriana Asti - 2 agosto 2025